# Orignac
Orignac is een gemeente in het Franse departement Hautes-Pyrénées (regio Occitanie) en telt 248 inwoners (1999). De plaats maakt deel uit van het arrondissement Bagnères-de-Bigorre.

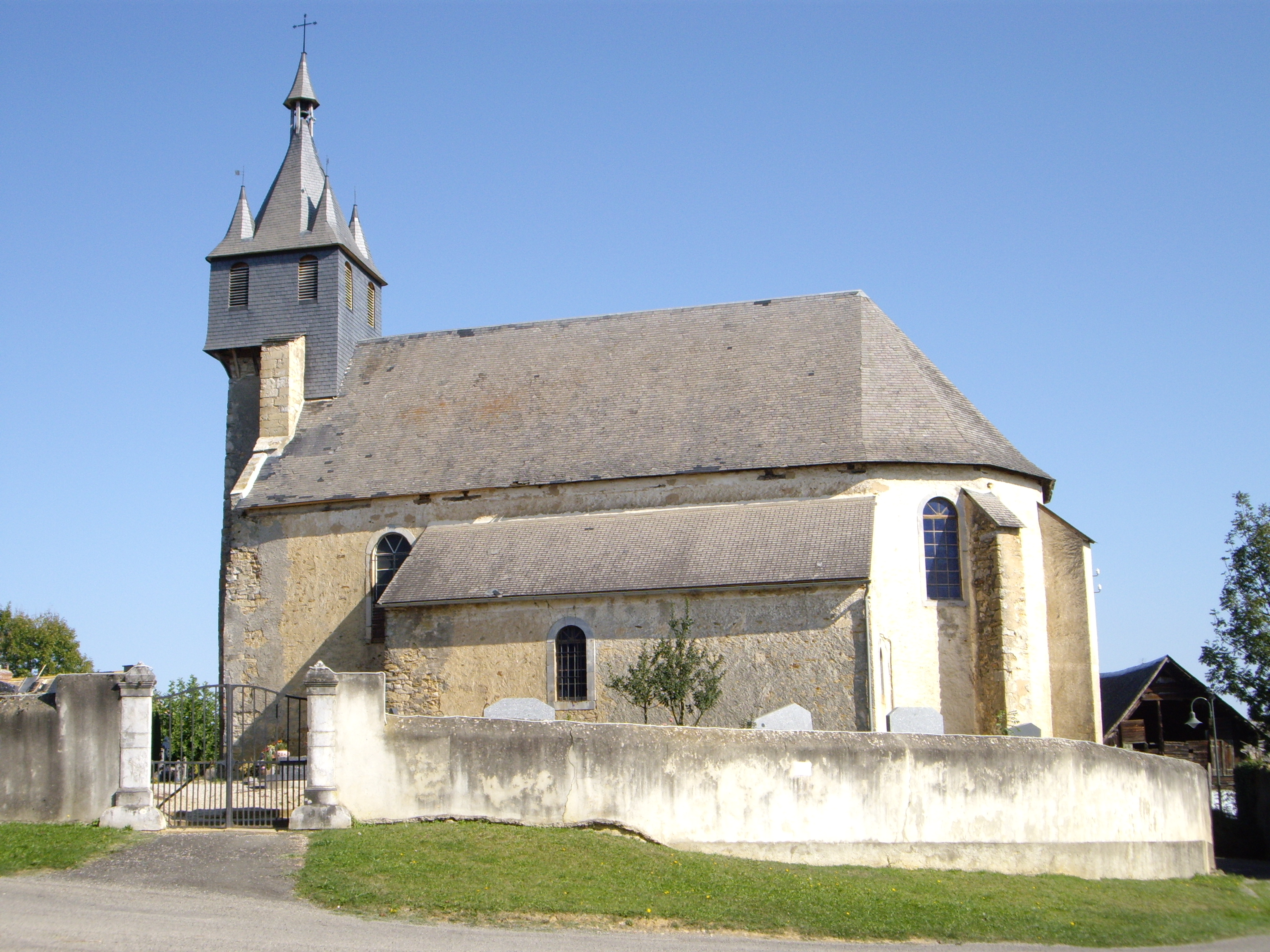
Kerk Saint-Martin

## Geografie
De oppervlakte van Orignac bedraagt 9,9 km², de bevolkingsdichtheid is 25,1 inwoners per km².

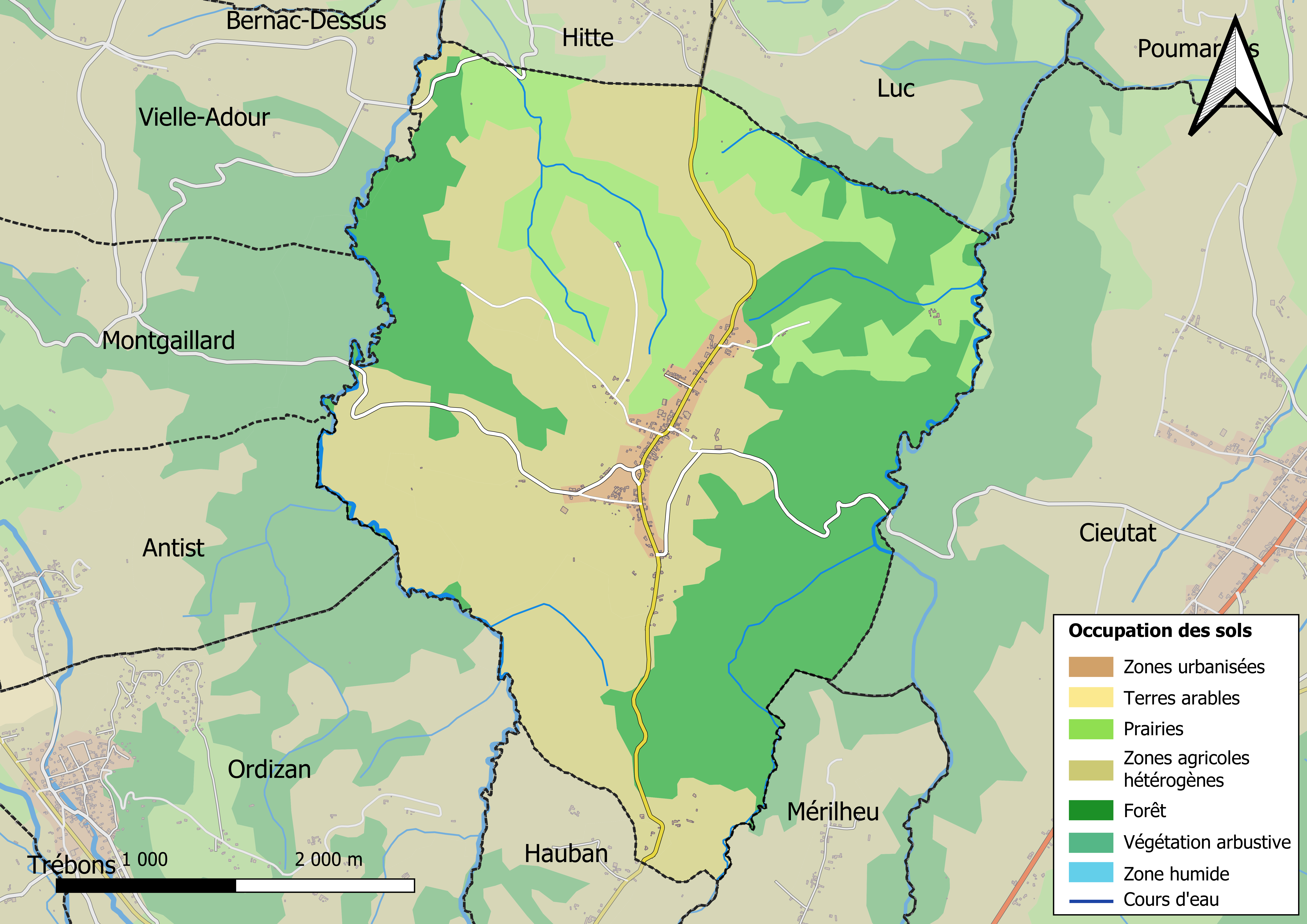
Kaart van de gemeente met belangrijkste infrastructuur, bodemgebruik en omliggende gemeenten

## Demografie
Onderstaande figuur toont het verloop van het inwonertal (bron: INSEE-tellingen).